# Діоскор Александрійський
Діоскор Александрійський (грец. Διόσκορος Α΄ ὁ Ἀλεξανδρείας, помер 4 вересня 454, Гангри) — патріарх (архієпископ) Александрійський (27.06.444—13.10.451), наступник по кафедрі і, можливо, родич св. Кирила, хоча відомий переслідуваннями його племінника священика Афанасія, який виступив обвинувачем Діоскора на Халкедонському соборі. Святий давньосхідних церков, крім Ассирійської Церкви Сходу, Стародавньої Ассирійської Церкви Сходу, Вірменської апостольської церкви, яка в той же час визнає святим його архідиякона і наступника як глави монофізитів Тимофія II Елура, в основному, поділяв його богословські погляди, але прийняв в євхаристійне спілкування православних протеріан, проти чого свого часу заперечував Діоскор. За часів Тимофія II радикальні послідовники Діоскора утворили церкву діоскоріян.

## Біографія
Набув в церковній історії популярності через захист єретика Євтихія і участю в монофізитській смуті. Євтихій, засуджений за єресь на помісному Константинопольському соборі 448 року під головуванням Флавіана, патріарха Константинопольського, знайшов сильних покровителів в особі всемогутнього міністра Хрисафія і самого імператора Феодосія Молодшого. До них приєднався і Діоскор.
Євтихіанство розвинулося з крайнощів александрійських поглядів, і Діоскор як представник Александрійської церкви і Александрійської богословської школи вважав за потрібне взяти його під своє заступництво в боротьбі з протилежною антіохійською христологією. Крім того, до богословського протистояння домішувалася боротьба за ієрархічну першість. Єпископи Константинополя, нової столиці Імперії, навіть не будучи патріархами, придбали першість честі між усіма єпископами Сходу і мали великий вплив на всі церковні справи. Александрійська церква, як давніша і до того ж апостольського походження, могла вважати за собою більше прав на таку першість, і тому у деяких александрійських єпископів помічалося суперництво з єпископами константинопольськими. До їх числа належав і Діоскор. Він знав, що александрійський патріарх Феофіл свого часу судив патріарха Константинопольського Івана Золотоустого, а Кирило Александрійський — Несторія. Справа Євтихія для нього уявлялася зручною нагодою провести інтриги проти константинопольського патріарха Флавіана і стати його суддею.
Спонукуваний сильною придворною партією, імператор скликав у 449 р. Вселенський собор в Ефесі для обговорення справи Євтихія. Головування на соборі було надано Діоскору, який явно зловживав своїм становищем. Противники Євтихія від собору були усунені, його явні прихильники і противники Флавіана були запрошені на собор, навіть якщо за канонами вони і не мали на те права. Флавіан перед собором з'явився підсудним. Його засудили за введення нових догматів і заслали, після чого він невдовзі помер. Разом з ним були засуджені Євсевій Дорилейський (обвинувач Євтихія на Константинопольському соборі), Домен Антіохійський, Феодорит Кирський, Іва Едеський та ін. єпископи. Папа Лев I Великий був відлучений від церковного спілкування. В той же час Євтихія було повністю виправдано.

Проте торжество Діоскора було нетривалим. Слабкі протести проти собору на Сході були посилені папою Левом. Він зібрав собор в Римі і засудив «Ефеський розбій» (latrocinium Ephesenum), Діоскора і Євтихія, про що і написав кліру, сенату й народу Константинополя. В 450 р. Феодосій ІІ помер, і візантійський престол зайняв Маркіан, який одружився з Пульхерією, сестрою покійного Феодосія, шанувальницею Флавіана. За розпорядженням нового імператора у 451 р. зібрався новий Вселенський собор у Халкедоні. На першому ж засіданні цього собору, відомого як Четвертий Вселенський собор, відбувся суд над «розбійницьким собором в Ефесі. Показаннями свідків були встановлені неправди і насильства, до яких вдавався Діоскор. Не з'явившись після триразового запрошення, він був засуджений за підтримку Євтихія, порушення канонів, відлучення Льва та інші злочини.
Засудження, надіслане Халкедонським собором Діоскору: «Святий, великий і вселенський собор, благодаттю Божою за велінням найблагочестивіших і боголюбивих імператорів наших зібрався у віфінському місті Халкедоні, в церкві святої і добропереможної мучениці Євфимії, — Діоскору. Дізнайся, що ти — за презирство божественних канонів і за твій непослух цьому святому і Вселенському собору, а крім того, крім інших твоїх проступків, в яких ти винен, за те, що, бувши в третій раз викликаний цим святим і великим собором, згідно з божественним канонами, для відповіді на висунуте проти тебе звинувачення, ти не з'явився, — цього місяця жовтня в тринадцятий день святим і Вселенським собором ти позбавлений єпископства і відчужений від усякої церковної посади».
Після собору Діоскор був засланий в Пафлагонію, в Гангри, де і помер 4 вересня (7 тота) 454 р.

### Науково-богословська література
- В. В. Болотов. {{{Заголовок}}}. — Т. 4.
- А. В. Карташёв. Вселенские Соборы. Париж, 1963 [Архівовано 28 липня 2012 у Wayback Machine.]